# Gippy Grewal
Gippy Grewal (Panyabí: ਗਿੱਪੀ ਗਰੇਵਾਲ Gippy Garēvāl, nacido el 2 de enero de 1983 en el distrito de Ludhiana, Punjab), es un cantante y actor indio. Conocido por sus canciones de Punjabi. Él nació en Koom Kalan (Kum Kalan) un pueblo cerca de la ciudad de Ludhiana. Saltó a la fama tras lanzar su hit titulado "Phulkari", en la que rompió muchos récords en la música Punjab. Hizo su debut para una película de 2010 titulada Mel Karade Rabba. También ha recibido el Premio "PTC" como el Mejor Actor" en 2011, por su interpretación de su película de gran éxito titulada Jihne Mera Dil Luteya. Recibió también el premio "PIFAA" como el mejor actor en 2012 junto con Diljit Dosanjh.

## Carrera como cantante
Hizo su debut tras el lanzamiento de álbum titulado "Chakkh Lai", que se convirtió en un éxito inmediato y lo llevó a la fama en la industria de la música Punjabi. Su álbum, fue producido por Aman Hayer, en lo que convirtió en una superestrella, el pasó a convertirse en uno de los mejores álbumes de la música Punjabi, más vendidos de todos los tiempos. Su mayor éxito con sus álbumes como "Nasha", "Phulkari", "Phulkari 2 Just Hits" y "Gangster", también arrasaron. Su canción de 2012 titulado "Angreji Beat", contó con la colaboración de Honey Singh, con su álbum titulado "Villager International", que saltó las listas de música Punjabi, además fue interpretado para una película titulada "Saif Ali Khan" y otra de Bollywood de la película "Cocktail Deepika Padukone", que lo lanzó en julio de 2012. En 2013 su nuevo sencillo titulado "Hola Hola", también fue un éxito dentro de la industria de la música Punjabi.

## Carrera como actor
También como actor ha participado en varias películas que han sido éxitos de taquilla, sobre todo en películas del cine Punjabi. En las que podemos destacar entre las más importantes como Mel Karade Rabba en 2010; Jihne Mera Dil Luteya y Dharti en 2013, Mirza- The Untold Story y Carry On Jatta en 2012; Singh vs Kaur en 2013 y entre otras, interpretando a personajes protagónicos y secundarios.

## Discografía
| Año de lanzamiento | Álbum            | Música                                 | Reconocimiento etiqueta                     | Most Gross |
| ------------------ | ---------------- | -------------------------------------- | ------------------------------------------- | ---------- |
| Mayo de 2002       | Chakk Ley        | Atul Sharma                            | Anand Music                                 | 5.1        |
| Noviembre de 2003  | Aaja Wey Mitra   | Atul Sharma                            | Nupur Audio                                 | 2.10       |
| Marzo de 2004      | Mele Mittaran De | Kiss'n'tell                            | Finetone                                    | 8.9        |
| Julio de 2005      | Phulkari 2       | Kiss'n'tell                            | Planet Recordz, Speed Records               | 7.1        |
| Febrero de 2006    | Akh Larh Gayi    | Sukhpal Sukh                           | Planet Recordz, Speed Records               | 7.2        |
| Septiembre de 2007 | Chandi De Challe | Bhinda Aujla                           | Planet Recordz/Speed Records                | 11.3       |
| Agosto de 2008     | My Time To Shine | Bhinda Aujla                           | Planet Recordz/Speed Records/Kamlee Records | 1.5        |
| Octubre de 2010    | Desi Rockstar    | Aman Hayer                             | Kamlee Records LTD/Speed Records            | 27.4       |
| Abril de 2011      | Talwar           | Annu-Mannu, Jatinder Shah, Honey Singh | Speed Records                               | 9.2        |

## Sencillos
| Año  | Canción          | Música        | Renonocimiento etiqueta                       | Notas                            |
| ---- | ---------------- | ------------- | --------------------------------------------- | -------------------------------- |
| 2007 | Gabru            | Bhinda Aujla  | Speed Records/Moviebox                        | 1st Join                         |
| 2008 | Tareya           | Joti Dhillon  | Planet Recordz/Speed Records/Moviebox Records | Economy                          |
| 2009 | Raj Karda        | Prince Ghuman | Planet Recordz/Speed Records                  | Also Available in Canada & India |
| 2009 | Kini Sohni       | Bhinda Aujla  | Planet Recordz/Speed Records/Kamlee Records   | All Done                         |
| 2011 | Gal Teri Wang Di | Aman Hayer    | Speed Records/Moviebox Records                | 24 de febrero de 2011            |
| 2010 | Sh! Sh! Sharabi  | Bohemia       | Speed Records                                 | Others in Kamlee Records         |
| 2011 | Angreji Beat     | Honey Singh   | Speed Records/MovieBox Records/Planet Recordz | 11 de noviembre de 2011          |
| 2012 | Mulahjedaariyaan | Jatinder Shah | Speed Records                                 |                                  |
| 2013 | Hello Hello      | Dr. Zeus      | T-Series                                      | Video By: Baljit Singh Deo       |

## Filmografía
| Año  | Película                | Personaje    | Notas                                                                                  |
| ---- | ----------------------- | ------------ | -------------------------------------------------------------------------------------- |
| 2010 | Mel Karade Rabba        | Nihal Dhasah |                                                                                        |
| 2011 | Jihne Mera Dil Luteya   | Yuvraaj      | PTC Best Actor Award with Diljit Dosanjh PIFF Award for Best Actor with Diljit Dosanjh |
| 2011 | Dharti                  | Himself      | Special Appearance in song Sarkaaran                                                   |
| 2012 | Mirza- The Untold Story | Mirza        |                                                                                        |
| 2012 | Carry On Jatta          | Jass Dhillon | Winner-PTC Best Actor Award Critics                                                    |
| 2013 | Singh vs Kaur           | Nihal Singh  |                                                                                        |
| 2013 | Lucky Di Unlucky Story  | Lucky        |                                                                                        |
| 2013 | Best of Luck            | Kullu        |                                                                                        |
| 2013 | Bhaji in Problem        | Jita         | With Sahil Sharma (movie expected to release on 15th November 2013)                    |
| 2014 | Double Di Trouble       |              | With Dharmendra                                                                        |
| 2014 | Chak De Phatte 2        | Agam         |                                                                                        |
| 2014 | Jatt James Bond         | Angad        | With Zarine Khan                                                                       |
| 2014 | Carry On Jatta 2        | Jass Dhillon |                                                                                        |

### Películas en vivo en acción
| Título                 | Actor        | Caracteres | Doblaje | Idioma original | Año de lanzamiento original | Lanzamiento de doblaje | Notas                                                        |
| ---------------------- | ------------ | ---------- | ------- | --------------- | --------------------------- | ---------------------- | ------------------------------------------------------------ |
| A Good Day to Die Hard | Jai Courtney | Jack       | Punjabi | English         | 2013                        | 2013                   | First Ever Hollywood movie to have a Punjabi dubbed version. |